# Danseuse espagnole (nudibranche)
Hexabranchus sanguineus
Pour l’article homonyme, voir Danseuse espagnole.
Espèce
La Danseuse espagnole (Hexabranchus sanguineus) est un mollusque nudibranche de la famille des Hexabranchidae natif du bassin Indo-Pacifique.

## Description
La danseuse espagnole est un nudibranche doridien de grande taille pouvant atteindre une longueur maximale de 60 cm. Cependant, la taille couramment observée est de l'ordre de 20 à 30 cm de long.
Sa livrée est généralement rouge orangé moucheté de multiples petits points blancs mais elle peut être également uniformément rouge vif ou jaune avec des taches éparses rouges.
Son corps est aplati et mou, la partie dorsale antérieure est munie d'une paire de rhinophores rétractiles et la partie postérieure de six branchies contractiles en bouquet mais implantées individuellement. La paire de tentacules buccaux sont constitués d'une membrane souple munie de larges lobes digités.
Au repos, les bords de son manteau sont enroulés sur eux-mêmes créant ainsi une boursouflure périphérique. Si l’animal est perturbé, il déroule ses bords et peut nager par contractions et ondulations du corps afin de s'éloigner de l'élément perturbateur. C'est ce moyen original de défense qui lui vaut son nom vernaculaire de danseuse espagnole.
Les juvéniles sont plutôt blanchâtres à jaunâtres avec de multiples points mauves et les extrémités des rhinophores et des branchies orangés.

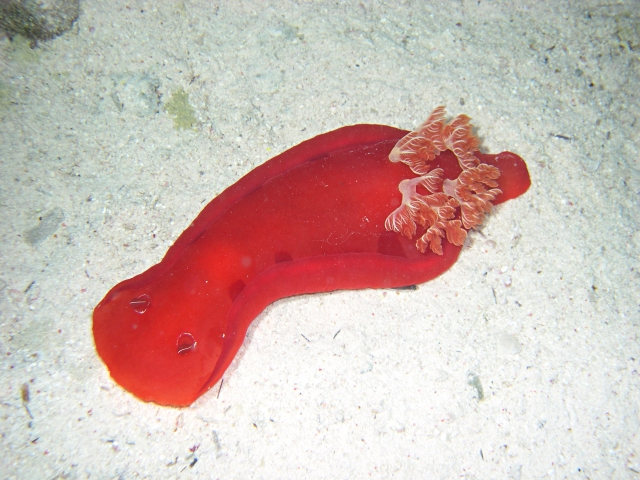
Spécimen entièrement rouge
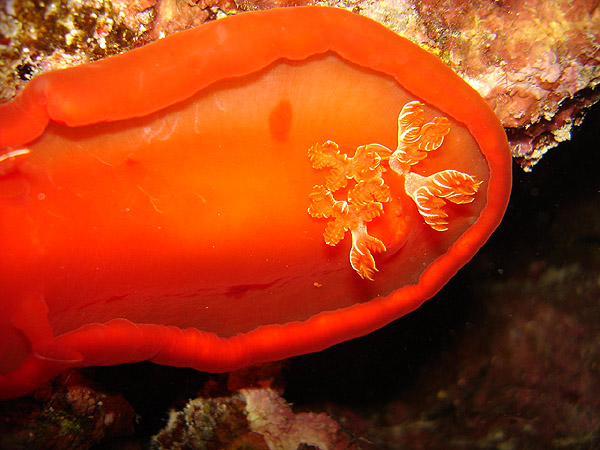
Spécimen orangé
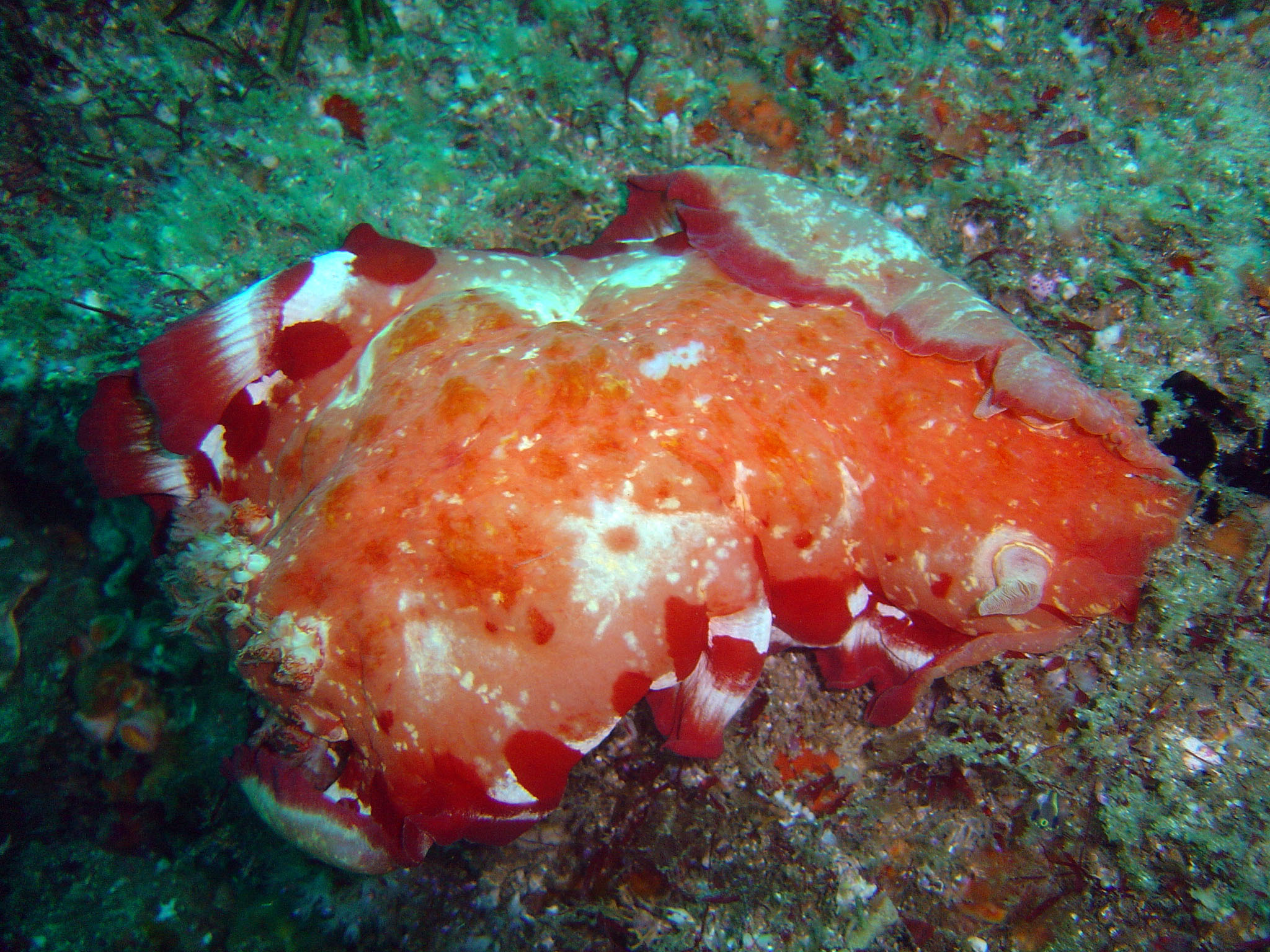
Spécimen chamarré
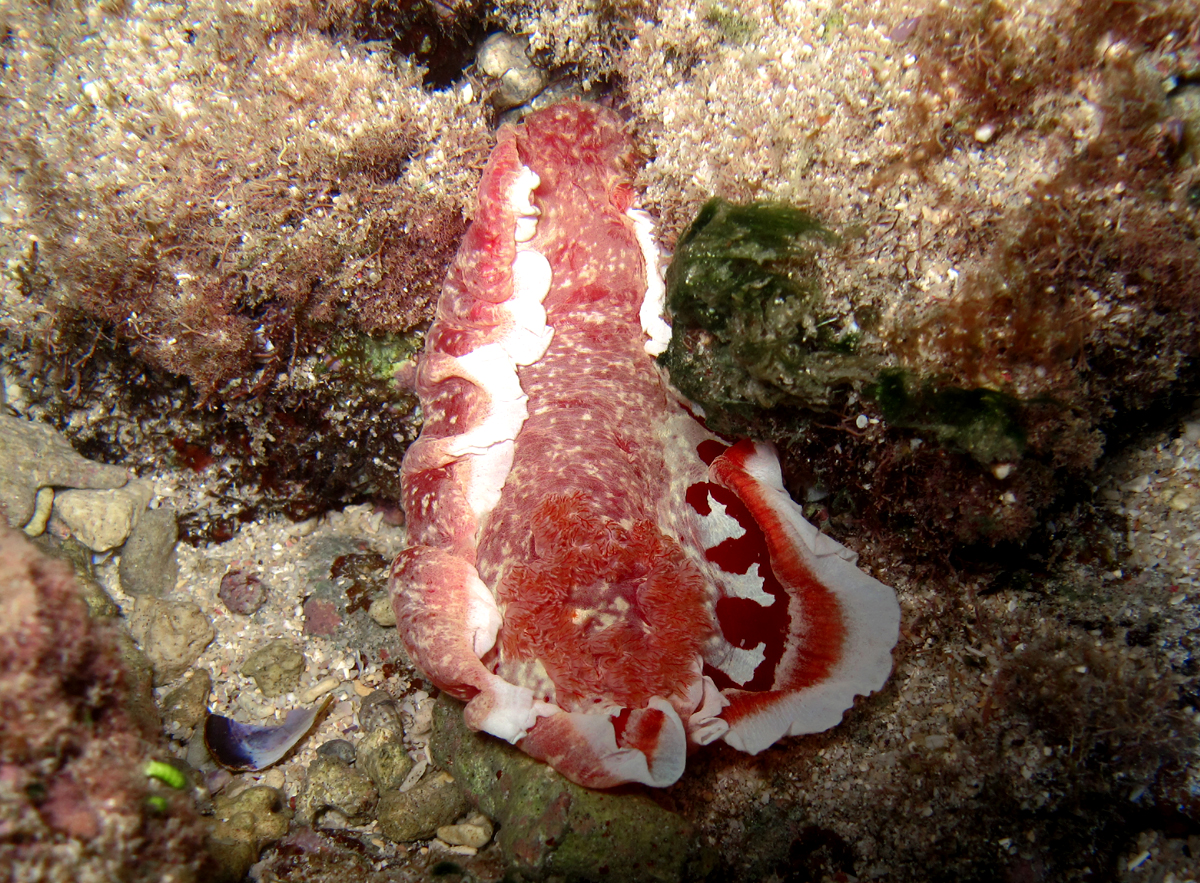
Spécimen plus clair
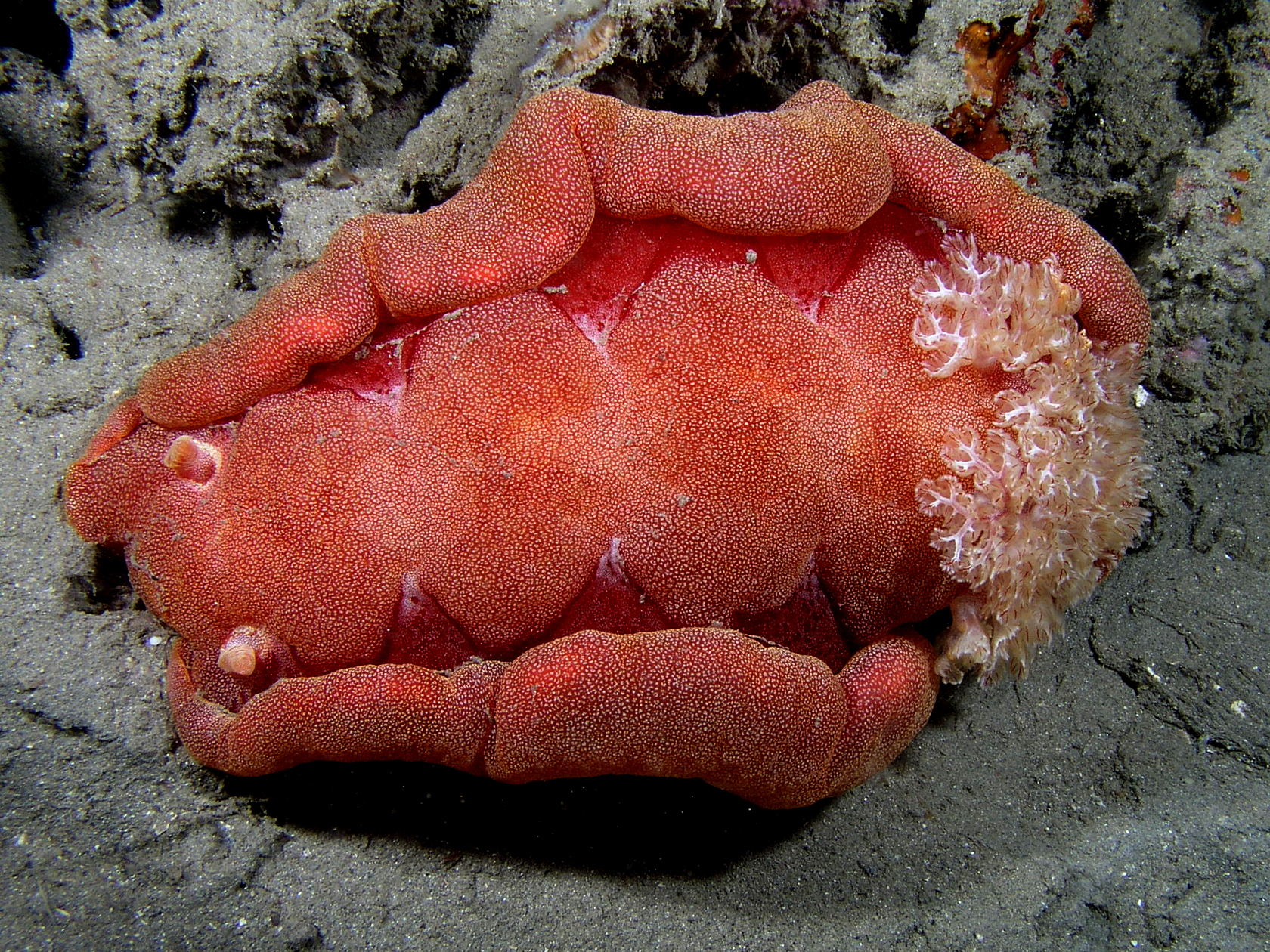
Forme réticulée

## Distribution & habitat
La danseuse espagnole est présente dans les eaux tropicales et subtropicales du bassin Indo-Pacifique soit des côtes orientales de l'Afrique, mer Rouge incluse, aux îles d’Hawaï et des îles méridionales du Japon à l'Australie.
Elle affectionne les fonds rocheux et coralliens de 1 à 50 mètres de profondeur.

## Biologie
La journée, la danseuse espagnole se terre à l'abri de la lumière dans les anfractuosités de son milieu pour ne sortir que tardivement dans la nuit.
Elle se nourrit de diverses espèces d'éponges.
Comme tous les nudibranches, elle est hermaphrodite et sa ponte forme une spirale à la dimension de l'animal donc relativement grande, de teinte rouge à rose. Cette dernière est convoitée par certaines autres espèces de nudibranches comme Favorinus tsuragunus ou  Favorinus japonicus.